# محمد فرغلي
الشيخ محمد فرغلي (1907- 1954)م قائد كتائب الإخوان المسلمين في حرب فلسطين 1948، وعضو مكتب الإرشاد للإخوان المسلمين، ورئيس منطقة الإسماعيلية والقناة وكان أحد المرشحين لمشيخة الأزهر الشريف، أعدمه الرئيس المصري جمال عبد الناصر في 7 ديسمبر 1954 ضمن مجموعة من قادة الإخوان في محكمة عسكرية بعد الحادثة التي عرفت باسم حادثة المنشية والتي اتُهم فيها مجموعة من الإخوان المسلمين بمحاولة اغتيال جمال عبد الناصر، وقد أنكرت قيادات الجماعة هذه التهمة.

## وصلات خارجية
- محمد فرغلي.. الداعية الشهيد (1907- 1954)م، إخوان أون لاين
- مقالات بقلم الشيخ الشهيد: محمد فرغلي، إخوان أون لاين